# Johann Gottlieb Koppe

Johann Gottlieb Koppe

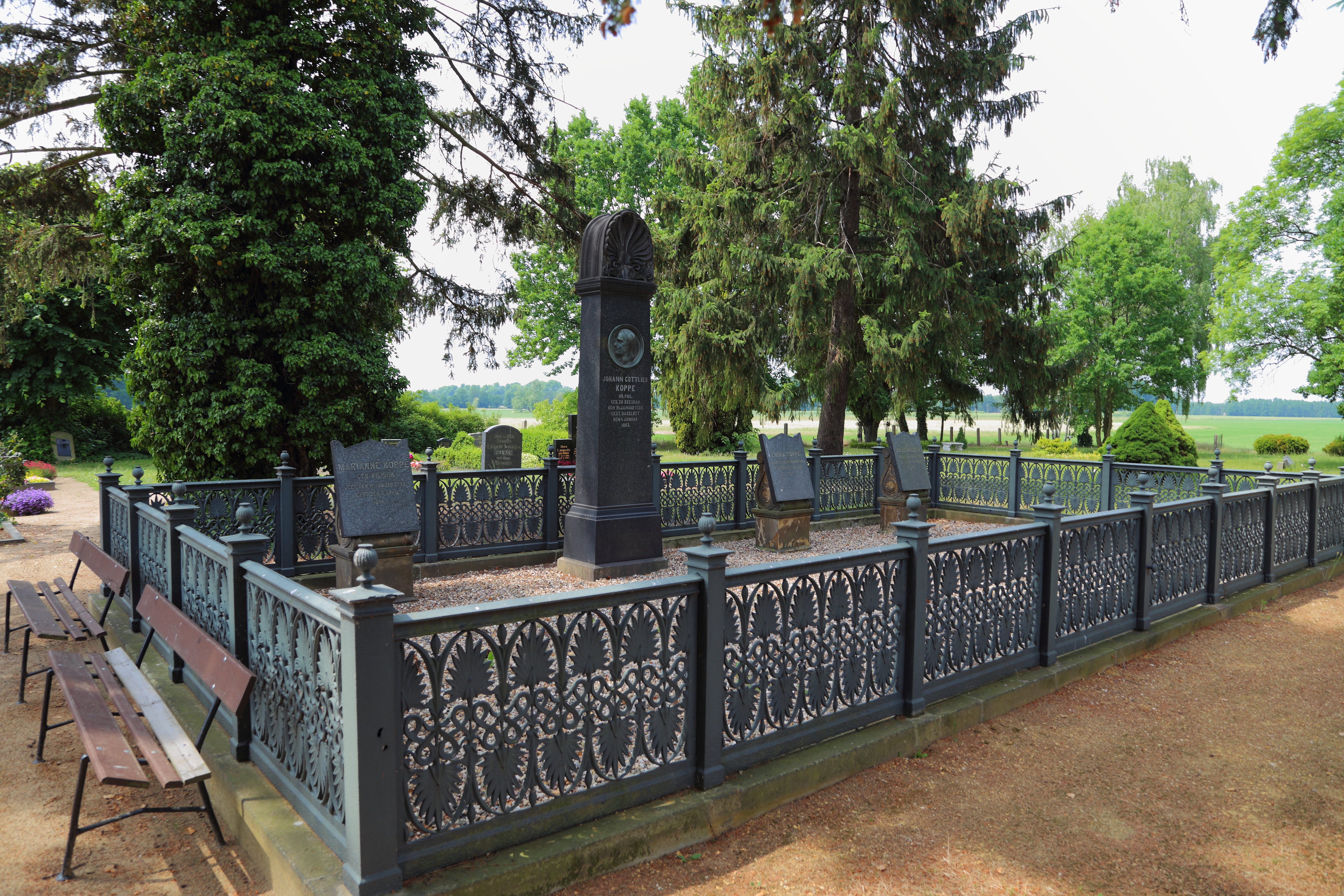
Grab von Johann Gottlieb Koppe in Beesdau

Johann Gottlieb Koppe (* 21. Januar 1782 in Beesdau; † 1. Januar 1863 ebenda) war ein deutscher Agronom und ein bedeutender Reformer der Landwirtschaft.

## Herkunft
Seine Eltern waren der Kleinbauer und Tagelöhner Christian Koppe (1742–1806) und dessen Ehefrau Erdmuthe Lungwitz (1742–1809) verwitwete Fröhde.

## Leben
Er wurde in der Niederlausitz geboren und besuchte 1793 bis 1797 die Stadtschule Lübben. Nachdem er auf verschiedenen Gütern gearbeitet hatte, wurde er 1800 als Gutsverwalter in Gräfendorf vom damaligen Majors Karl von Thümen (1754–1810) eingestellt. Dieser war Gutsherr auf Gräfendorf, Heinsdorf, Pesterwitz, Beesdau und Crinitz und verheiratet mit Antonie Armgard Ernestine Gräfin Hohenthal. Durch Artikel, die er in landwirtschaftlichen Zeitungen veröffentlichen konnte, wurde Albrecht Daniel Thaer, der Gründer der modernen Agrarwissenschaft auf Koppe aufmerksam. Thaer bot ihm eine Stelle als Lehrer in der agrarwissenschaftlichen Lehranstalt in Möglin an, die Koppe 1811 antrat. 1813 erschien sein Lehrbuch Unterricht im Ackerbau und in der Viehzucht, welches ihn bekannt machte.
1814 wurde er Gutsverwalter (Administrator) der Herrschaft Schloss Reichenow des Freiherren (Barone) von Eckardstein, für den er bis 1830 unter anderem das Gut Grunow leitete und die Produktion von der Dreifelderwirtschaft auf Schlag- und Fruchtwechsel nach englischem Vorbild umstellte. Ab 1827 wurde er selbständiger Pächter der Kgl. Domänen Wollup und Kienitz (ab 1830) im Oderbruch, die er sehr erfolgreich bewirtschaftete. Er wurde 1849 in den preußischen Landtag gewählt, dem er bis 1852 angehörte. Die Universität Berlin zeichnete ihn 1850 mit der Ehrendoktorwürde aus. 1863 starb er auf seinem inzwischen erworbenen Gut in seinem Geburtsort Beesdau.

## Herkunft
Er heiratete 1807 in Werbig (Scheidung 1812) Anna Elisabeth Brabant (* 1789). Das Paar hatte zwei Kinder. Im Jahr 1813 heiratete er in Cotta bei Pirna die Pfarrerstochter Marianne Wilisch (1792–1849), mit ihr hatte er vier Söhne und fünf Töchter.

## Werke (Auswahl)
- Unterricht im Ackerbau und in der Viehzucht. Handbuch für Landleute und alle, welche es mit dem Landmann gut meinen, besonders im preußischen Staate. Berlin 1818. (Später unter dem Titel: Johann Gottlieb Koppe's Unterricht im Ackerbau und in der Viehzucht. Anleitung zu vorteilhaftem Betriebe der Landwirtschaft.) Mit Koppes Bildnis und Lebensbeschreibung, Hrsg. Emil Theodor Wolf, 11. Auflage, Verlag Parey, Berlin 1885.
- Anleitung zu einer zweckmäßigen Buchführung bei großen Wirthschaften. Leipzig 1820.
- J. G. Koppe, F. Schmalz, G. Schweitzer und F. Teichmann (Hrsg.): Mittheilungen aus dem Gebiete der Landwirthschaft. 2 Bände, J. F. Gleditsch, Leipzig 1818–1820.
- Anleitung zur Kenntnis, Zucht und Pflege der Merinos, zur Wäsche und Schur der Schafe, zur Beurtheilung deren Wolle und zur Vorbeugung und Heilung deren Krankheiten. Berlin 1827.
- Kurze Darstellung der landwirthschaftlichen Verhältnisse in der Mark Brandenburg. Berlin 1839. (Digitalisat in der Digitalen Bibliothek Mecklenburg-Vorpommern)
- Über die Erzeugung des Rübenzuckers in ihren staatswirthschaftlichen und gewerblichen Beziehungen. Berlin 1842.